# Oreneta de Tumbes
L'oreneta de Tumbes (Tachycineta stolzmanni) és una espècie d'ocell de la família dels hirundínids (Hirundinidae). És endèmica del nord-oest de Perú i sud-oest d'Equador. Habita les sabanes seques, els matollars tropicals i subtropicals secs, la zona litoral i les terres llaurades. El seu estat de conservació es considera de risc mínim.